# Port-à-Piment
Port-à-Piment (em crioulo, Pòtapiman disid), é uma comuna do Haiti, situada no departamento do Sul e no arrondissement de Côteaux. De acordo com o censo de 2003, sua população total é de 14.000 habitantes.